# 斯特凡·魏瑟
斯特凡·魏瑟（德語：Stefan Weiße，1953年11月12日—2015年11月11日），德国男子赛艇运动员。他曾代表东德参加英国诺丁汉举办的1975年世界赛艇锦标赛，获得男子四人双桨金牌。